# Naafmühle
Naafmühle ist ein Wohnplatz, der zur Stadt Lohmar im Rhein-Sieg-Kreis in Nordrhein-Westfalen gehört. Der Ort ist nach der ehemaligen „Naafer Mühle“ benannt.

## Geographie
Naafmühle liegt im Nordosten von Lohmar. Umliegende Ortschaften und Weiler sind Naaf im Norden, Ingersauel im Nordosten, Rippert (zu Neunkirchen-Seelscheid) im Südosten, Rengert (zu Neunkirchen-Seelscheid) im Süden, Bloch im Südwesten sowie Büchel und Mailahn im Nordwesten.
Naafmühle liegt im Naturschutzgebiet Naafbachtal direkt am Naafbach, einem orographisch linken Nebenfluss der Agger. Dieser trieb seinerzeit die Naafer Mühle an.

## Geschichte
Im Jahre 1885 hatte Naafmühle sieben Einwohner, die in einem Einzelhaus lebten.
Bis 1969 gehörte Naafmühle zu der bis dahin eigenständigen Gemeinde Wahlscheid.

## Naafer Mühle
Der älteste Nachweis auf die ehemalige Wassermühle befindet sich in dem 1715 von Erich Philipp Ploennies erstellten Kartenwerk „Topographia Ducatus Montani“, in dem die Mühle als „Nofmühl“ eingezeichnet ist. Das heute noch vorhandene Mühlengebäude wurde um 1800 errichtet, die angrenzenden Gebäude stammen aus der ersten Hälfte des 19. Jahrhunderts. Die Mühle wurde 1980 unter Denkmalschutz gestellt.
Heute gehört die Mühle der „Oberbergischen Gesellschaft zur Hilfe für psychisch Behinderte“ als Jugendheim genutzt.

## Verkehr
Die Naafmühle liegt im Naturschutzgebiet Naafbachtal, wo Autoverkehr nicht erlaubt ist. Nächstgelegene Hauptverkehrsstraßen sind in etwas größerer Entfernung die Kreisstraße 34 im Westen sowie die Kreisstraße 16 im Nordosten von Naafmühle. Das Anruf-Sammeltaxi (AST) kann in den benachbarten Ortschaften Büchel, Naaf und Ingersauel zur Anbindung an den ÖPNV genutzt werden. Naafmühle gehört zum Tarifgebiet des Verkehrsverbund Rhein-Sieg (VRS).